# Пологи-Чеботки
Пологи-Чеботки (укр. Пологи-Чобітки) — село, входит в Переяслав-Хмельницкий район Киевской области Украины.
Население по переписи 2001 года составляло 291 человек. Почтовый индекс — 08452. Телефонный код — 4567. Занимает площадь 1,4 км².

## Местный совет
08451, Київська обл., Переяслав-Хмельницький р-н, с.Лецьки, вул.Мостового,1